# Флудир
Флудир (исл. Flúðir) — деревня на юге Исландии, в составе муниципалитета Хрюнаманнахреппюр региона Сюдюрланд. Деревня находится неподалёку от гейзера Гейсир и водопада Гюдльфосс.

## Население
По состоянию на 2011 год население Флудира составляло 338 человек.

## Экономика
Из-за высокой геотермальной энергии здесь хорошо развито сельское хозяйство. Имеется школа для учащихся с восьмого по десятый классы.